# Barbara Carrera
Barbara Carrera (rođena kao Barbara Kingsbury San Carlos, Río San Juan, Nikaragva, 31. prosinca 1945.) je američka filmska i televizijska glumica, odnosno bivša manekenka rodom iz Nikaragve. 
Najpoznatija je po ulozi Bondove djevojke Fatime Blush u filmu Nikad ne reci nikad te ulozi Angelice Nero u TV-seriji Dallas.

## Poznatiji filmovi i tv-serije
- Nikad ne reci nikad
- Dallas
- Lude sedamdesete
- Sutkinja Amy
- Otok Dr. Moreaua